# Бабудри
Бабудри (хрв. Babudri) су насељено место у општини Вишњан, Истарска жупанија, Хрватска.

## Историја
До територијалне реорганизације у Хрватској били су у саставу старе општине Пореч. Као самостално насеље, Бабудри постоји од пописа из 2011. године.

## Становништво
У попису становништва из 2011. године, Бабудри је имао 8 становника.